# Stilbognathus cervicornis
Stilbognathus cervicornis is een krabbensoort uit de familie van de Epialtidae. De wetenschappelijke naam van de soort is voor het eerst geldig gepubliceerd in 1803 door Herbst.